# Авион Б-12
Авион Б-12 је био пројект млазног југословенског ловца-пресретача из педесетих година 20. века.

## Пројектовање и развој
Прототипски развој је започет у фабрици Икарус. Израђен је модел авиона и испитан је у аеротунелу у Шведској и у воденокавитационом у Ваздухопловнотехничком институту у Жаркову. Пројект и први прототип је рађен у земунском Икарусу од 1954. до 1958. под вођством пуковника Драгољуба Бешлина. Израда прототипа је прекинута, са одлуком РВ и ПВО. Био је предвиђен као једносед и имао је два турбомлазна мотора Вајпер, са по 800 kg потиска.
Од његове производње се одустало око 1957. године, када је дошло до нормализације спољних односа Југославије са СССР и на основу одлуке о укидању пројектних бироа по фабрикама и интеграције свих стручних кадрова у Ваздухопловнотехнички институт. Такође је процењено да концепт није довољно истражен и да је велики ризик таквог развоја.
По ријечима генерала Саве Пустиње, директора Ваздухопловнотехничког института до 1992. године:

Авион Б-12 је први домаћи пројекат с танким стреластим крилом, стајним трапом типа „бицикл“, предвиђеним за лет на крозвучним и надзвучним брзинама. Није био реалан, пошто и у развијеним земљама, у то време, још нису били довољно разјашњени феномени крозвучне и надзвучне аеродинамике. Југословенски стручњаци су поготово заостајали, а није ни постојала лабораторијска подршка за тај опсег брзина. Из тих разлога је програм прекинут у току свог прототипског развоја.